# Crematogaster sorokini
Crematogaster sorokini is een mierensoort uit de onderfamilie van de Myrmicinae. De wetenschappelijke naam van de soort is voor het eerst geldig gepubliceerd in 1905 door Ruzsky.